# Lista wulkanów w Nikaragui

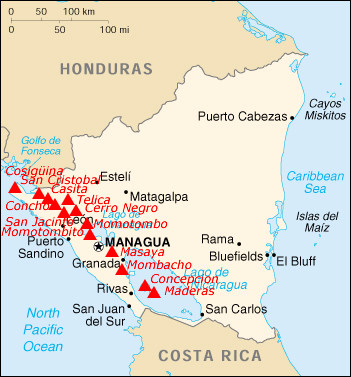
Najważniejsze wulkany w Nikaragui

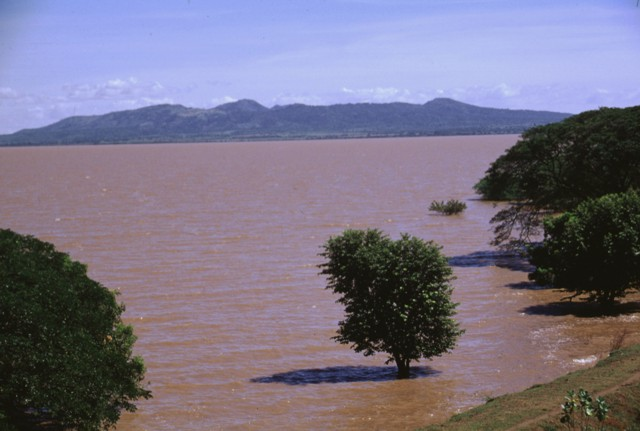
Apoyeque

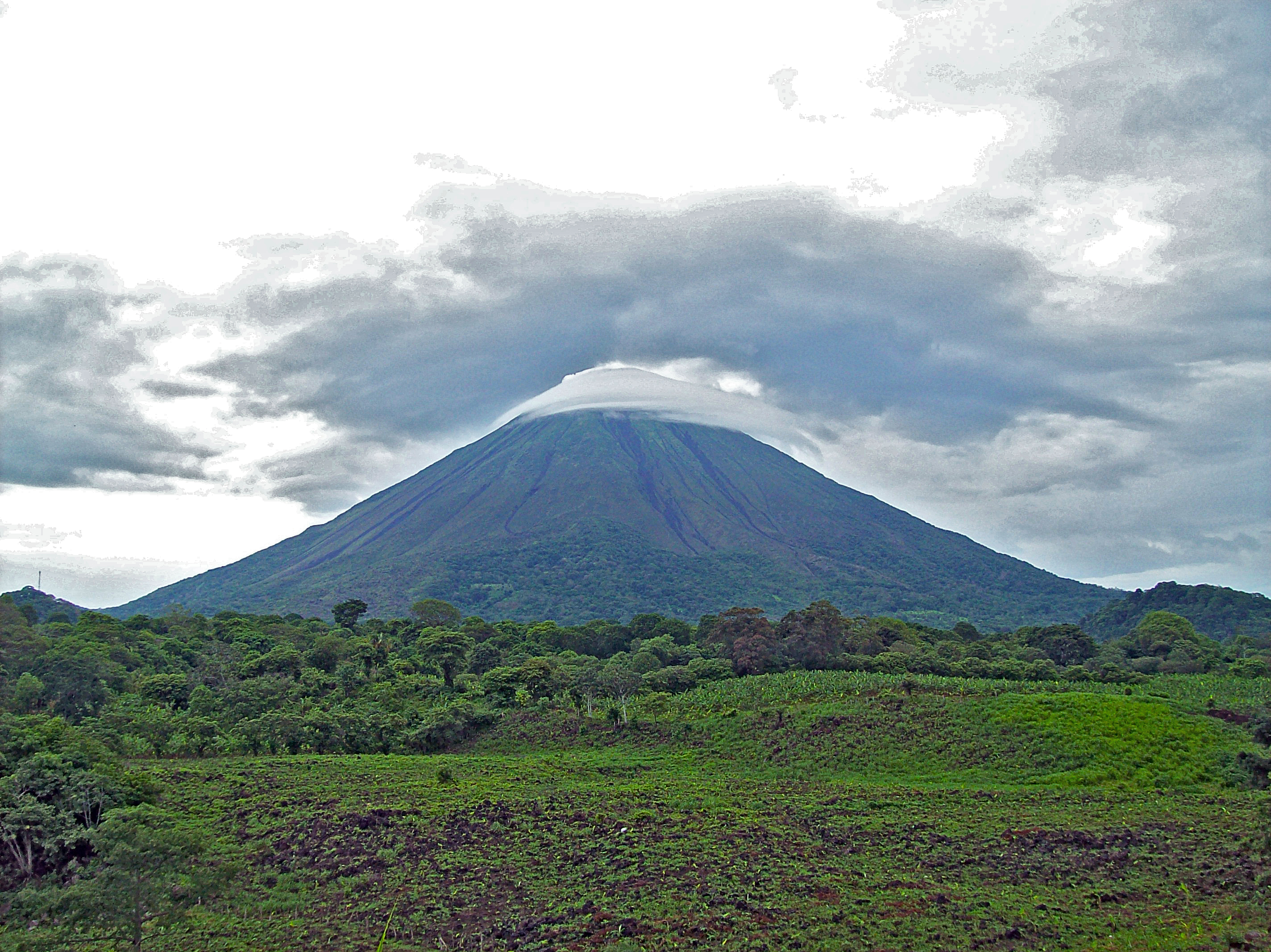
Concepción

Poniżej znajduje się lista (w kolejności alfabetycznej) aktywnych i nieaktywnych wulkanów w Nikaragui
| Nazwa              | Wysokość | Wysokość | Lokalizacja                                | Ostatnia erupcja (rok/okres) |
| Nazwa              | Metry    | Stopy    | Lokalizacja                                | Ostatnia erupcja (rok/okres) |
| ------------------ | -------- | -------- | ------------------------------------------ | ---------------------------- |
| Apoyeque           | 518      | 1699     | 12°14′31″N 86°20′31″W/12,242000 -86,342000 | 2160 p.n.e                   |
| Cerro el Ciguatepe | 603      | 1978     | 12°31′48″N 86°08′31″W/12,530000 -86,142000 | holocen                      |
| Cerro Negro        | 728      | 2388     | 12°30′22″N 86°42′07″W/12,506000 -86,702000 | 1999                         |
| Concepción         | 1700     | 5577     | 11°32′17″N 85°37′19″W/11,538000 -85,622000 | 2009                         |
| Cosigüina          | 872      | 2861     | 12°58,8′N 87°34,2′W/12,980000 -87,570000   | 1859                         |
| Estelli            | 899      | 2949     | 13°10,2′N 86°24,0′W/13,170000 -86,400000   | holocen                      |
| Granada            | 300      | 984      | 11°55,2′N 85°58,8′W/11,920000 -85,980000   | 10 000 p.n.e                 |
| Las Lajas          | 926      | 3038     | 12°18,0′N 85°43,8′W/12,300000 -85,730000   | holocen                      |
| Las Pilas          | 1088     | 3570     | 12°29′42″N 86°41′17″W/12,495000 -86,688000 | 1954                         |
| Maderas            | 1394     | 4573     | 11°26′46″N 85°30′54″W/11,446000 -85,515000 | holocen                      |
| Masaya             | 635      | 2083     | 11°59′02″N 86°09′40″W/11,984000 -86,161000 | 2008                         |
| Mombacho           | 1344     | 4409     | 11°51′43″N 85°58′05″W/11,862000 -85,968000 | 1570                         |
| Momotombo          | 1297     | 4255     | 12°25′19″N 86°32′24″W/12,422000 -86,540000 | 2016                         |
| Nejapa-Miraflores  | 360      | 1181     | 12°07,2′N 86°19,2′W/12,120000 -86,320000   | holocen                      |
| Rota               | 832      | 2730     | 12°33,0′N 86°45,0′W/12,550000 -86,750000   | holocen                      |
| San Cristóbal      | 1745     | 5725     | 12°42′07″N 87°00′14″W/12,702000 -87,004000 | 2008                         |
| Telica             | 1061     | 3481     | 12°36′07″N 86°50′42″W/12,602000 -86,845000 | 2016                         |
| Azul               | 201      | 659      | 12°31,8′N 83°52,2′W/12,530000 -83,870000   | holocen                      |
| Zapatera           | 629      | 2064     | 11°43,8′N 85°49,2′W/11,730000 -85,820000   | holocen                      |